# Giamusu
Giamusu är en klan i Liberia.   Den ligger i regionen Margibi County, i den centrala delen av landet, 80 km nordost om huvudstaden Monrovia.